# Louisiana (pel·lícula)
Louisiana (títol original: A Gathering of Old Men) és una pel·lícula coproduïda pels Estats Units i l'Alemanya de l'Oest dirigida per Volker Schlöndorff i estrenada l'any 1987. Ha estat doblada al català

## Argument
Després d'una baralla, Charlie, un negre, fuig perseguit per Beau Boutan, un granger blanc, que armat d'un fusell vol « fer-li la pell ». Després d'haver intentat escapar a través de les plantacions de canya de sucre de la família Marshall, Charlie es refugia a casa de Mathu, un granger negre. Sona un tret i el perseguit és abatut davant la porta de la casa on el perseguit s'ha precipitat. Candy, que viu en la rica estança del seu oncle Jack Marshall i de la seva tia Bea Marshall des que ha perdut els seus parents, sent el tret i va immediatament al lloc per comprendre'n l'origen. Arriba a casa de Mathu, que prostrat no respon a les seves preguntes però no li costa comprendre el que ha passat. Molt lligada a aquest granger que, durant la seva infantesa, va ser un substitut patern, organitza la seva protecció per evitar al seu amic ser linxat per la família Boutan i els seus còmplices o amics blancs. Amb l'ajuda de Miss Merle que ha interpretat el paper de substituta maternal i la de Snookum, un noi desairós, reuneix 18 negres que, armats de fusells, li fan costat.

## Repartiment
- Mistie Adams: noieta
- Michael Audley: Jack Marshall, l'oncle de Candy
- James Michael Bailey: Alcee, un company de Luke
- Leonore Banks: Miss Merle
- Danny Barker: Chimley
- Walter Breaux: Charlie, el fugitiu
- Rosanna Carter: Beulah, l'esposa de Booker
- Randy Charamie: Jean
- Papa John Creach: Jacob
- Rick Duet: Claude
- Stocker Fontelieu: William Fix Boutan, el pare de la família Boutan
- Louis Gossett Jr. : Mathu
- Julius Harris: Coot
- Tiger Haynes: Booker
- Holly Hunter: Candy Marshall
- Michael Johnson: Sully
- Dwayne Jones: Leroy, un company de Luke
- Elliott Keener: Herman, el forense
- Paul Landry: Auguste
- Rod Masterson: Entrenador
- Lucille McKay: Bea Marshall, la tia de Candy
- Will Patton: Lou Dimes, periodista i «col·lega» de Candy
- Pat Perkins: tia Clo
- Dave Petitjean: Russell, un adjunt al xèrif Mapes
- Jerome Reddick: Snookum, el fill de tia Clo
- Catundra Reese: Minnie
- Jay Flash Riley: Jameson
- Howard Sandman Sims: oncle Billy
- Joe Seneca: Clatoo
- Al Shannon: Luke Will
- Arthur Shiling: Griffin, adjunt del xèrif Mapes
- P. Jay Sidney: Gable
- Buddy St Amant: Tee Jack, el barman
- Adam Storke: Gil, el fill de William Fix Boutan
- Woody Strode: Yank
- Carol Sutton: Janey, la criat de Miss Merle
- Cindy Taylor: filla cajun
- Eliska Thomas: Sally
- Michael Thomas: Gal, el company negre de Gil
- Richard Whaley: Beau Boutan, la víctima
- Richard Widmark: Mapes, el xèrif
- Rosetta Wiggs: Corrine, l'esposa de Mathu
- Robert Earl Willis: Sharp, un company de Luke
- Henry Willis: un home a casa de Glo

## Al voltant de la pel·lícula
- Aquesta pel·lícula va ser rodada a Thibodaux, Louisiana amb la col·laboració de la població, a la Universitat d'Estat Nicholls, a la Universitat d'Estat de Louisiana i amb l'ajuda de la comissió del cinema de la Louisiana
- El 1987, aquesta pel·lícula es va presentar en  la selecció oficial del festival de Canes en la categoria «Un certain regard»